# Sint-Gillis
Sint-Gillis (Frans: Saint-Gilles) is een plaats en gemeente in het Brussels Hoofdstedelijk Gewest. Eertijds sprak men van Sint-Gillis-Obbrussel (Frans: Saint-Gilles-lez-Bruxelles). De gemeente telt ruim 49.000 inwoners.
Sint-Gillis ligt, met de klok mee, ingesloten tussen Anderlecht, Brussel-stad, Elsene en Vorst. In de noordoosthoek heeft de gemeente nog een kleine enclave van een aantal percelen aan de overzijde van de zuidelijke uitbreiding van Brussel met de Louizalaan. Het uiterste westen wordt ingenomen door NMBS-terreinen, waaronder het Station Brussel-Zuid met HST-terminal.

## Geschiedenis
Sint-Gillis ontstond als het gehucht Obbrussel ("Op-Brussel", dat wil zeggen "Hoog-Brussel"), nabij de stadsmuur van Brussel. In 1216 kreeg de plaats vrijheidsrechten, om ze in 1296 weer te verliezen door aanhechting bij de Kuip van Brussel. Wel waren de brouwers en kroeghouders van het dorp het jaar voordien vrijgesteld van de biertaks die in het Brusselse ommeland werd geheven.
Vooral in de 16e eeuw ontwikkelde zich in Obbrussel de tuinbouw. De groentenkwekers of boerkozen bereikten rond 1650 een intensivering door massaal spruitjes te planten. De dorpsbewoners hielden er de naam Kuulkappers (kolenkappers) aan over.
De topografie wordt onder meer gekenmerkt door sterke hoogteverschillen. Op het hoogste punt werd in 1672 het Fort van Monterey aangelegd. Dat moest beschietingen helpen afweren, maar het stond machteloos tegen het bombardement van 1695.
Onder de Fransen werd het dorp in 1795 weer een zelfstandige gemeente met de huidige naam.
Hij verwijst naar de Heilige Egidius de Eremiet. Vanaf 1850-1860 kende het landelijke dorp een snelle verstedelijking.
Sint-Gillis kreeg in 1896 een imposant stadhuis, ontworpen door de architecten Albert Dumont en Auguste Hebbelynck. Het is centraal en hoog gelegen aan het Maurice van Meenenplein, genoemd naar de burgemeester die van 1893 tot 1896 en van 1900 tot 1909 in functie was.

## Bezienswaardigheden
- De Sint-Gilliskerk en het Sint-Gillisvoorplein
- De Sint-Alenakerk
- De Sint-Bernarduskerk
- Het Monumentaal gemeentehuis (1904)
- De Gevangenis van Sint-Gillis (1883)
- De Woning en atelier van Horta
- Het Hôtel Winssinger van Horta
- Het Huis Hankar (1893)
- Het Huis Goblet d'Alviella (1882)
- De Begraafplaats van Sint-Gillis
- Het hoekpaviljoen van het voormalige Munthof (1880)
- De Waterdraagster, een beeld

## Natuur en landschap
Sint-Gillis is een sterk verstedelijkte plaats waarin zich onder meer het Station Brussel-Zuid bevindt. In het westen loopt de Zenne die hier echter is overkluisd. De hoogte bedraagt 15-75 meter.

## Politiek

### Burgemeesters
- 1802-1813: Jacques Pierret
- 1813-1813: François Van Schaftingen
- 1813-1814: Joseph Wirix de Tercam
- 1814-1815: graaf Cornet de Ways Ruart
- 1815-1825: graaf Louis Cornet du Chenoy
- 1825-1830: Egide Vanderschrick
- 1840-1860: Jean Vanderschrick
- 1861-1870: Jean-Toussaint Fonsny
- 1870-1872: Frédéric Chômé-Steinbach
- 1872-1881: Jean-Toussaint Fonsny
- 1881-1893: Paul Dejaer
- 1893-1896: Maurice Van Meenen
- 1896-1899: Ferdinand Vanderschrick
- 1900-1909: Maurice Van Meenen
- 1909-1929: Antoine Bréart
- 1929-1929: Fernand Bernier
- 1929-1944: Arthur Diderich
- 1944-1947: Jules Hanse
- 1947-1952: Louis Coenen
- 1952-1957: Paul-Henri Spaak
- 1957-1973: Jacques Franck
- 1973-1980: Jacques Vranckx
- 1980-1985: Corneille Barca
- 1985-2022: Charles Picqué
- 2022-heden: Jean Spinette

### Resultaten gemeenteraadsverkiezingen sinds 1976

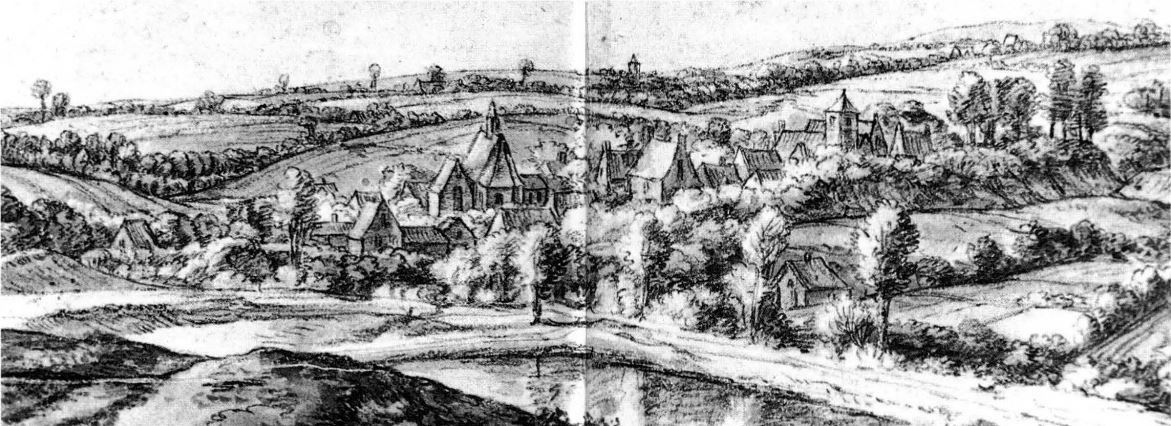
Obbrussel in de 18e eeuw (tekening van Daniël Snellinks)

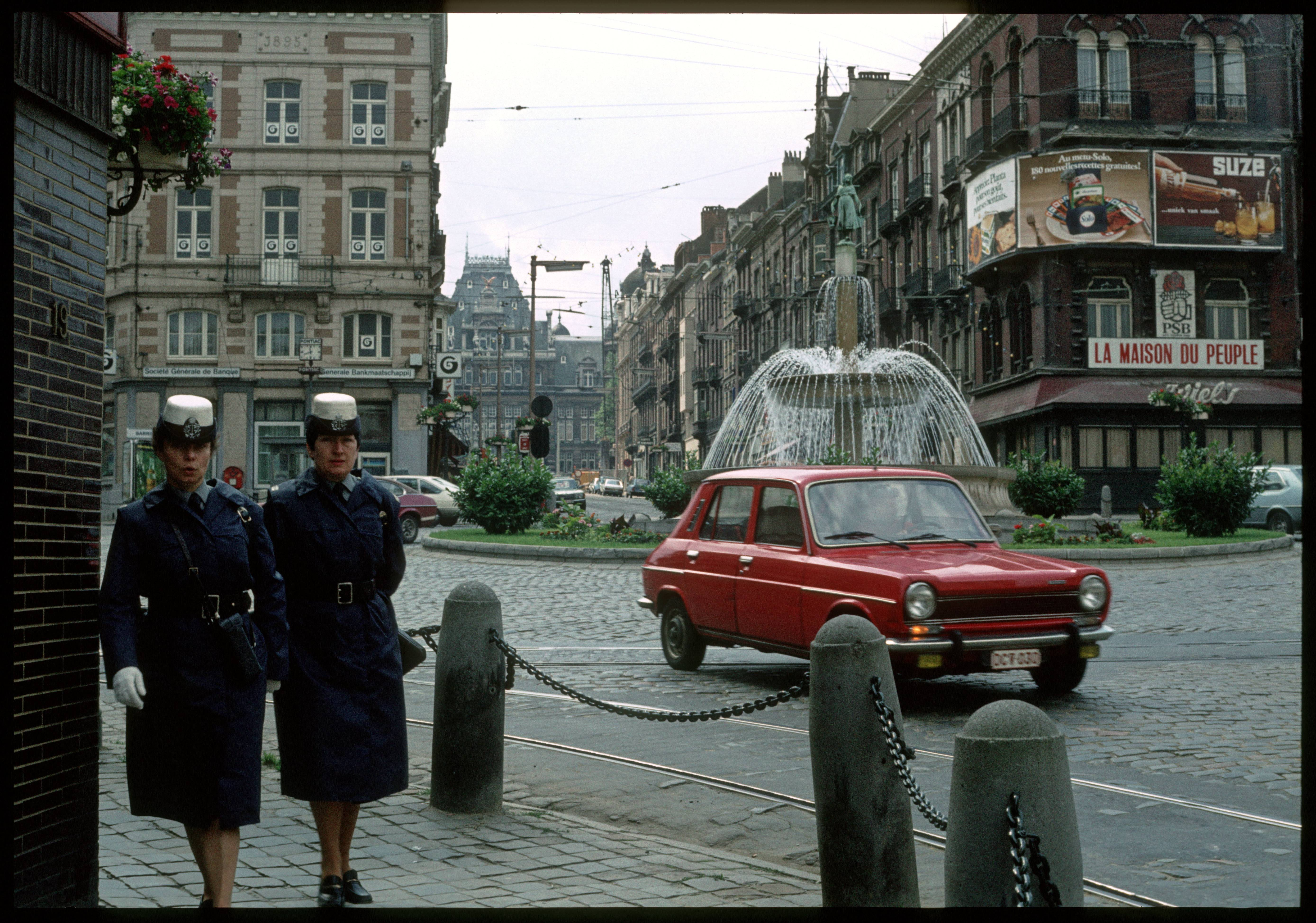
Bareel van Sint Gillis in 1980

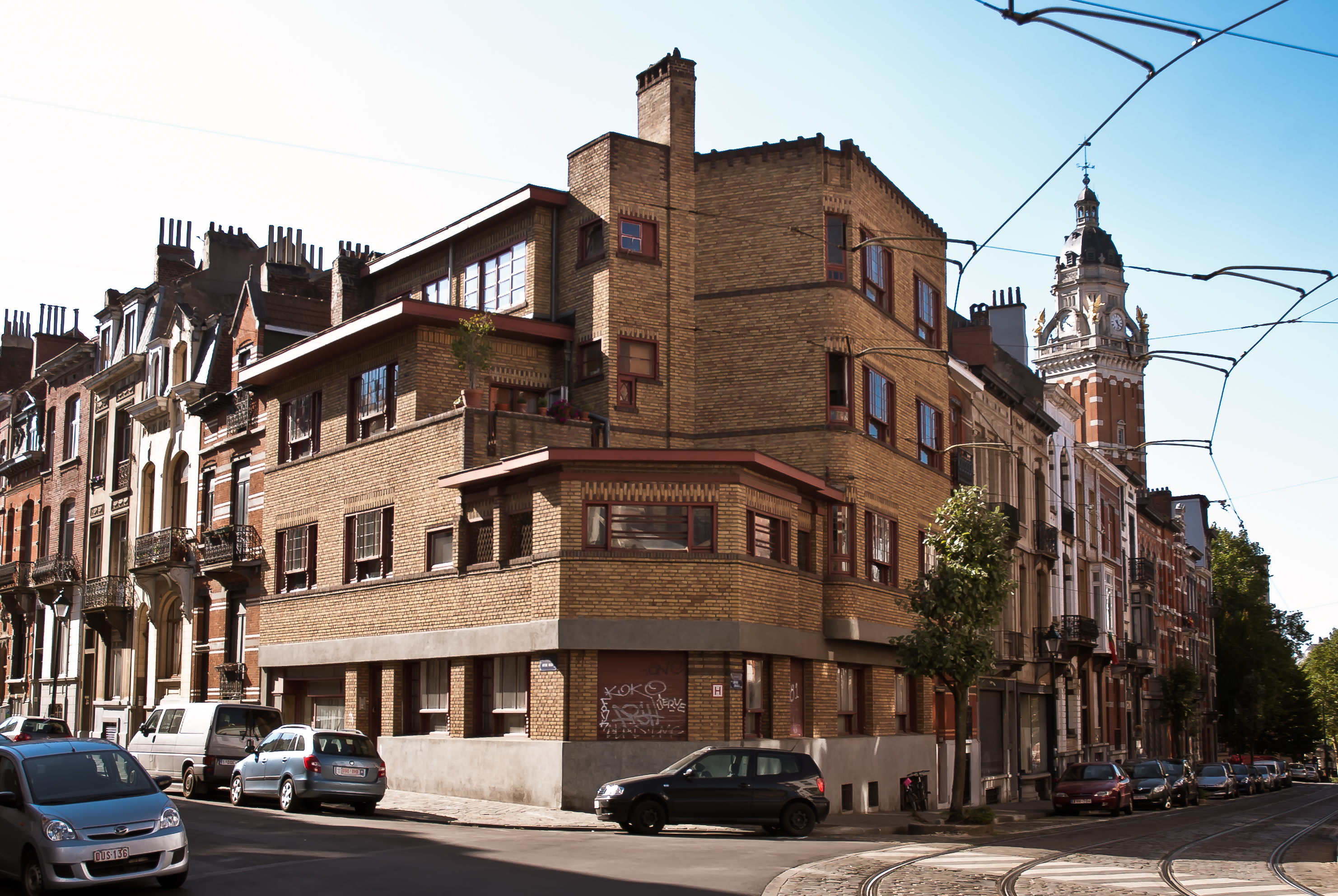
Modernistisch huis (Pierre Verbruggen, 1924)

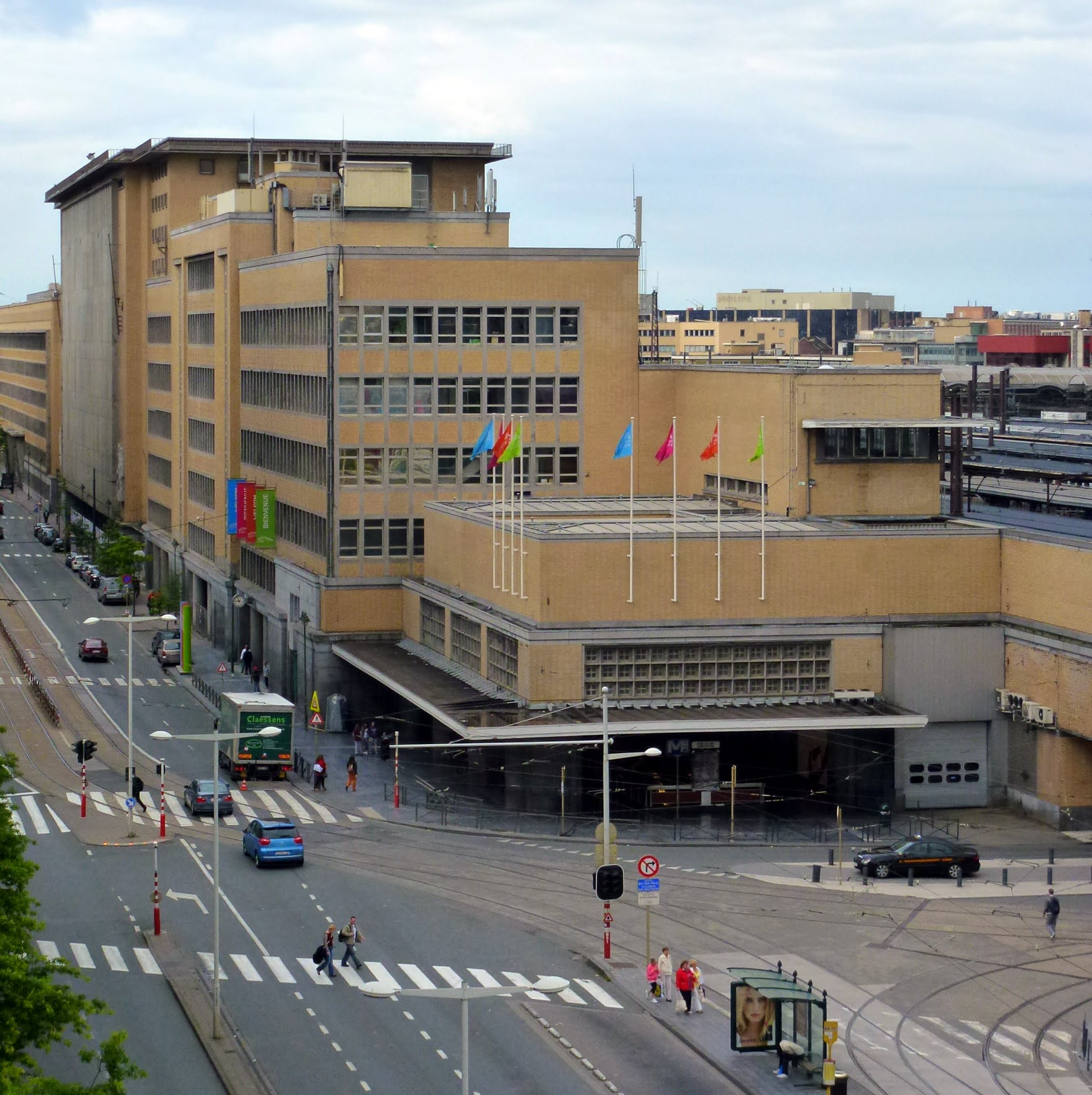
Het Station Brussel-Zuid aan de kant van Sint-Gillis (Fonsnylaan)

| Partij of kartel     | Partij of kartel                                          | 10-10-1976 | 10-10-1976 | 10-10-1982 | 10-10-1982 | 9-10-1988 | 9-10-1988 | 9-10-1994 | 9-10-1994 | 8-10-2000 | 8-10-2000 | 8-10-2006 | 8-10-2006 | 14-10-2012 | 14-10-2012 | 14-10-2018 | 14-10-2018 | 13-10-2024 | 13-10-2024 |
| Stemmen / Zetels     | Stemmen / Zetels                                          | %          | 37         | %          | 35         | %         | 35        | %         | 35        | %         | 35        | %         | 35        | %          | 35         | %          | 35         | %          | 35         |
| -------------------- | --------------------------------------------------------- | ---------- | ---------- | ---------- | ---------- | --------- | --------- | --------- | --------- | --------- | --------- | --------- | --------- | ---------- | ---------- | ---------- | ---------- | ---------- | ---------- |
|                      | PTB-PVA1/ PTB-PVDA2/ PTB+PVDA+3/ PTB*PVDA+4/ PTB*PVDA5    | 0,791      | 0          | 0,491      | 0          | 0,441     | 0         | 1,031     | 0         | 1,272     | 0         | 1,173     | 0         | 3,834      | 0          | 13,025     | 4          | 24,422     | 9          |
|                      | PS1/ LB2                                                  | 39,351     | 18         | 31,551     | 13         | 60,452    | 26        | 47,522    | 20        | 46,632    | 19        | 44,832    | 18        | 43,502     | 19         | 39,652     | 17         | 33,762     | 13         |
|                      | ECOLO1 / Ecolo-Groen2                                     | -          |            | 8,941      | 3          | 6,451     | 1         | 11,031    | 3         | 22,821    | 9         | 19,031    | 7         | 21,032     | 8          | 28,142     | 11         | 23,192     | 8          |
|                      | PSC1 / PSC-CD2 / cdH3 / cdH+CD&V4/ Open MR - Les EngagésA | 8,551      | 3          | 8,971      | 3          | 6,521     | 1         | 6,721     | 2         | 6,842     | 2         | 13,223    | 4         | 7,993      | 2          | 3,674      | 0          | 16,07A     | 5          |

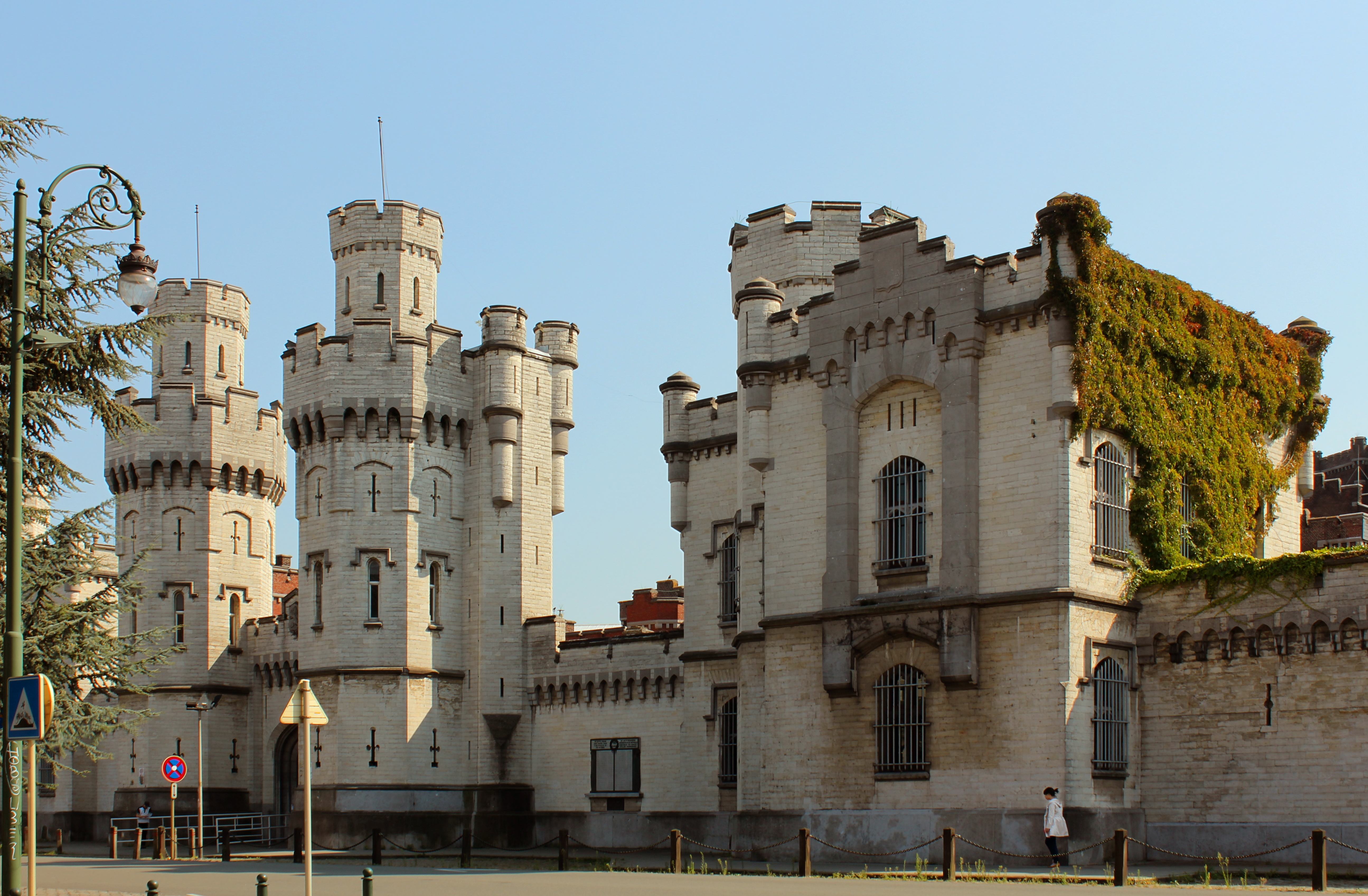
Poortgebouwen van de gevangenis in Tudorstijl

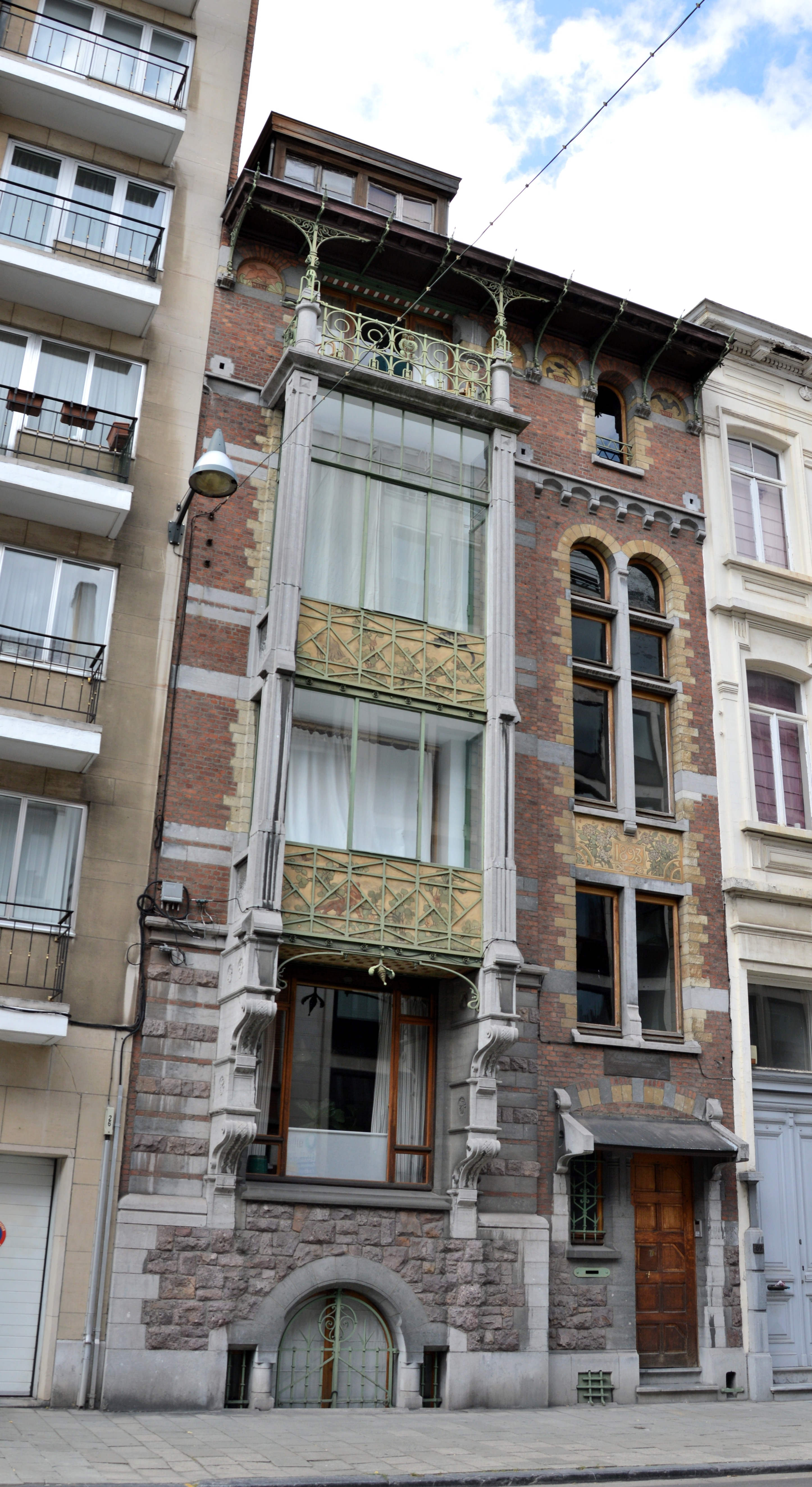
Sint-Gillis heeft verschillende panden in art nouveau. Het Huis Hankar (1893) was zelfs het wereldwijde begin van deze architectuurstroming.

|                      | PL-LP1/ PRL2/ MR3/ Open MR - Les EngagésA                 | 10,281     | 3          | 17,282     | 7          | 13,532    | 5         | 13,42     | 5         | 14,312    | 5         | 16,763    | 6         | 14,953     | 6          | 9,033      | 3          | 16,07A     | 5          |
|                      | FDF1/ DéFI2/ DéFI-Volt3                                   | 30,481     | 13         | 19,451     | 8          | 6,981     | 2         | 7,991     | 2         | 3,041     | 0         | 16,763    | 6         | 3,871      | 0          | 3,322      | 0          | 2,563      | 0          |
|                      | FN                                                        | -          |            | -          |            | -         |           | 9,42      | 3         | 2,87      | 0         | -         |           | -          |            | -          |            | -          |            |
|                      | UDRT-RAD                                                  | -          |            | 5,41       | 1          | -         |           | -         |           | -         |           | -         |           | -          |            | -          |            | -          |            |
| Anderen(*)           | Anderen(*)                                                | 10,55      | 0          | 7,91       | 0          | 5,63      | 0         | 2,88      | 0         | 2,22      | 0         | 4,99      | 0         | 4,83       | 0          | 3,18       | 0          | -          |            |
| Totaal stemmen       | Totaal stemmen                                            | 23.534     | 23.534     | 17.855     | 17.855     | 16.207    | 16.207    | 14.571    | 14.571    | 16.352    | 16.352    | 19.067    | 19.067    | 18.633     | 18.633     | 19.764     | 19.764     | 18.643     | 18.643     |
| Opkomst %            | Opkomst %                                                 |            |            |            |            | 83,07     | 83,07     | 81,77     | 81,77     | 82,62     | 82,62     | 87,17     | 87,17     | 81,62      | 81,62      | 83,49      | 83,49      | 79,12      | 79,12      |
| Blanco en ongeldig % | Blanco en ongeldig %                                      | 5,24       | 5,24       | 7,83       | 7,83       | 6         | 6         | 4,45      | 4,45      | 5,71      | 5,71      | 6,26      | 6,26      | 6,08       | 6,08       | 5,96       | 5,96       | 5,46       | 5,46       |

(*) 1976: KARTEL (3,93%), UAS-ESA (3,65%), IC-GEM (2,97%) / 1982: KARTEL (3,72%), UAS-ESA (1,91%), DCA (0,41%), MSN (0,75%), PRS-UNF (0,81%), UDB (0,31%) / 1988: VLAAMS (3,18%), EVA (0,72%), ICS (0,28%), MONDIN (0,14%), PFN (1,31%) / 1994: PCN-NCP (0,31%), PH-HP (0,58%), Vlaams Blok (1,99%) / 2000: Vlaams Blok (2,22%) / 2006: MAS-LSP (0,98%), Vlaams Belang (4,01%) / 2012: Égalité (1,18%), Gauches Communes (3,65%) / 2018: Gauches Communes (2,28%), BUB (0,44%), QQVF (0,46%). De grootste partij is in kleur.

### Representativiteit
Voor Sint-Gillis, net zoals voor de andere gemeenten van het Brussels Hoofdstedelijk Gewest, geldt dat het aantal kiezers in verhouding tot het aantal inwoners erg laag ligt, zowel absoluut als in vergelijking met de rest van het land. Dit is het gevolg van het hoge aandeel niet-Belgische inwoners (ook al kunnen deze onder bepaalde voorwaarden over gemeentelijk stemrecht beschikken). Daarnaast ligt ook het aantal kiezers dat niet komt opdagen, ondanks de stemplicht, erg hoog zodat het totaal aantal uitgebrachte stemmen, inclusief ongeldige en blanco, in de negentien gemeenten van het gewest slechts 44,66% van het aantal inwoners bedraagt. Sint-Gillis scoort het slechtst met een verhouding van 37,65% uitgebrachte stemmen/inwoners.

#### Verhouding kiezers/inwoners en absenteïsme bij de gemeenteraadsverkiezingen van 14 oktober 2012
- Sint-Gillis: 46,12% (kiezers/inw.) - 18,38% (absenteïsme)
- Totaal Brussels Gewest : 53,89% (kiezers/inw.) - 17,14% (absenteïsme)

Ter vergelijking:
- Vlaamse provinciehoofdsteden: 69,30% (kiezers/inw.) - 12,12% (absenteïsme)
- Waalse provinciehoofdsteden: 69,04% (kiezers/inw.) - 17,31% (absenteïsme)

## Onderwijs
In de gemeente is de Faculteit architectuur (LOCI) van de UCLouvain (université catholique de Louvain) gevestigd.

## Sport
Union Sint-Gillis is een oude voetbalclub (stamnummer 10) met elf landstitels, het hoogste aantal na Anderlecht en Club Brugge. De ploeg speelt in het beschermde Joseph Marienstadion, dat op grondgebied Vorst ligt.

## Demografie
- Bron: NIS; Opm.: 1806 tot en met 1981 = volkstellingen, 1990 en later = inwonertal op 1 januari

| Inwoners van jaar tot jaar op 1 januari 1992 tot heden | Inwoners van jaar tot jaar op 1 januari 1992 tot heden | Inwoners van jaar tot jaar op 1 januari 1992 tot heden |
| jaar                                                   | Aantal                                                 | Evolutie: 1992=index 100                               |
| ------------------------------------------------------ | ------------------------------------------------------ | ------------------------------------------------------ |
| 1992                                                   | 42.379                                                 | 100,0                                                  |
| 1993                                                   | 42.598                                                 | 100,5                                                  |
| 1994                                                   | 42.427                                                 | 100,1                                                  |
| 1995                                                   | 42.663                                                 | 100,7                                                  |
| 1996                                                   | 42.862                                                 | 101,1                                                  |
| 1997                                                   | 42.867                                                 | 101,2                                                  |
| 1998                                                   | 42.891                                                 | 101,2                                                  |
| 1999                                                   | 42.291                                                 | 99,8                                                   |
| 2000                                                   | 42.458                                                 | 100,2                                                  |
| 2001                                                   | 42.254                                                 | 99,7                                                   |
| 2002                                                   | 42.682                                                 | 100,7                                                  |
| 2003                                                   | 43.395                                                 | 102,4                                                  |
| 2004                                                   | 43.897                                                 | 103,6                                                  |
| 2005                                                   | 43.733                                                 | 103,2                                                  |
| 2006                                                   | 44.265                                                 | 104,5                                                  |
| 2007                                                   | 44.767                                                 | 105,6                                                  |
| 2008                                                   | 45.118                                                 | 106,5                                                  |
| 2009                                                   | 45.712                                                 | 107,9                                                  |
| 2010                                                   | 46.981                                                 | 110,9                                                  |
| 2011                                                   | 48.439                                                 | 114,3                                                  |
| 2012                                                   | 49.492                                                 | 116,8                                                  |
| 2013                                                   | 50.377                                                 | 118,9                                                  |
| 2014                                                   | 50.460                                                 | 119,1                                                  |
| 2015                                                   | 50.472                                                 | 119,1                                                  |
| 2016                                                   | 50.659                                                 | 119,5                                                  |
| 2017                                                   | 50.471                                                 | 119,1                                                  |
| 2018                                                   | 50.002                                                 | 118,0                                                  |
| 2019                                                   | 50.267                                                 | 118,6                                                  |
| 2020                                                   | 49.678                                                 | 117,2                                                  |
| 2021                                                   | 49.196                                                 | 116,1                                                  |
| 2022                                                   | 48.837                                                 | 115,2                                                  |
| 2023                                                   | 49.323                                                 | 116,4                                                  |
| 2024                                                   | 49.293                                                 | 116,3                                                  |
| 2025                                                   | 48.827                                                 | 115,2                                                  |

## Bekende inwoners

### Geboren
- Émile Sacré (1844–1882), kunstschilder
- André Cluysenaar (1872-1939), kunstschilder
- Claire Colinet (1885-1972), beeldhouwer
- Walter Sauer (1889-1927), kunstschilder, tekenaar en graveur
- Armand Massonet (1892-1979), kunstschilder
- Georges Kaeckenbeeck (1892-1973), jurist en politicus
- Frans-H. van den Dungen (1898-1965), ingenieur en wiskundige
- Clara Clairbert (1899-1970), sopraan
- Lucien Cooremans (1899-1985), politicus
- Fernand Jacquemotte (1902-1960), politicus
- Irène Hamoir (1906-1994), schrijfster
- Arthur Bosmans (1908-1991), dirigent en componist
- Wilchar (1910-2005), proletarisch kunstenaar
- Jules Wabbes (1919-1974), meubelontwerper en interieurarchitect
- Marcel Broodthaers (1924-1976), kunstenaar
- Magda De Galan (1946-2024), politica
- Nordin Benallal (1979), misdadiger

### Inwoners
- Théodore Juste (1818-1888), historicus
- Julien Dillens (1842-1904), beeldhouwer
- Jef Lambeaux (1852-1908), beeldhouwer
- Berthe Art (1857-1934), kunstschilderes
- Victor Horta (1861-1947), architect
- Marie Janson (1873-1960), politica
- Pierre Paulus (1881-1959), schilder
- Paul Delvaux (1897-1994), schilder
- Paul-Henri Spaak, (1899-1972), staatsman
- Enver Hadri (1941-1990), Kosovaars mensenrechtenactivist
- Barbara de Radiguès de Chennevière (1974), gemeenteraadslid en Brussels parlementslid

## Partnersteden
- Puteaux (Frankrijk)
- Esch-sur-Alzette (Luxemburg)
- Velletri (Italië)
- Offenbach am Main (Duitsland)
- Mödling (Oostenrijk)
- Tower Hamlets (Verenigd Koninkrijk)
- Zemun (Servië)
- Tilburg (Nederland)
- Schaffhausen (stad) (Zwitserland)
- Berkane (Marokko)
- Likasi (Congo-Kinshasa)

## Nabijgelegen kernen
Brussel, Anderlecht, Vorst, Elsene